# Джесика Бангкок
Джесика Бангкок (на английски: Jessica Bangkok) е артистичен псевдоним на американската порнографска актриса Джесика Батухан (Jessica Batuhan), родена на 19 декември 1980 г. в Оукланд, щата Калифорния, САЩ.
Поставена е на 38-о място в класацията на списание „Комплекс“ – „Топ 50 на най-горещите азиатски порнозвезди за всички времена“, публикувана през септември 2011 г.
Участва във видеоклипа на песента „Take it to the Hub“ на американския рапър Кулио.